# Copa das Confederações da CAF de 2018
A Copa das Confederações da CAF de 2018 é a 15ª edição do torneio, que é a segunda competição de clubes mais importante do continente africano. O vencedor da Copa das Confederações da CAF em 2018 ganhará o direito de jogar contra o vencedor da Liga dos Campeões da CAF de 2018 na SuperTaça da CAF de 2019.

Escalações para a primeira final da Copa das Confederações da CAF 2018

## Rodada preliminar
| Equipe 1           | Total       | Equipe 2              | 1.º jogo | 2.º jogo |
| ------------------ | ----------- | --------------------- | -------- | -------- |
| Petro Atlético     | 5–0         | Masters Security      | 5–0      | 0–0      |
| Young Buffaloes    | 0–2         | Cape Town             | 0–1      | 0–1      |
| Costa do Sol       | 2–0         | Jwaneng Galaxy        | 1–0      | 1–0      |
| Energie            | 2–1         | Hafia                 | 1–0      | 1–1      |
| APR                | 6–1         | Anse Réunion          | 4–0      | 2–1      |
| Djoliba            | w.o.1       | ELWA United           | –        | –        |
| Leopards           | 1–1 (gf)    | Fosa Juniors          | 1–1      | 0–0      |
| Ngazi Sport        | 2–5         | Port Louis 2000       | 1–1      | 1–4      |
| Mangasport         | 1–2         | Maniema Union         | 0–1      | 1–1      |
| Olympique Star     | 1–0         | Étoile Filante        | 0–0      | 1–0      |
| New Star           | 2–2 (gf)    | Deportivo Niefang     | 2–1      | 0–1      |
| Tanda              | 0–1         | La Mancha             | 0–0      | 0–1      |
| Akwa United        | 3–2         | Banjul Hawks          | 1–2      | 2–0      |
| Al-Ittihad Tripoli | 4–0         | Sahel                 | 1–0      | 3–0      |
| Ben Guerdane       | w.o.2       | Al-Hilal Juba         | –        | –        |
| Asante Kotoko      | 1–1 (6–7 p) | Brazzaville           | 1–0      | 0–1      |
| Onze Créateurs     | 1–3         | Belouizdad            | 1–1      | 0–2      |
| Al-Masry           | 5–2         | Green Buffaloes       | 4–0      | 1–2      |
| Simba              | 5–0         | Gendarmerie Nationale | 4–0      | 1–0      |
| Berkane            | 3–2         | Mbour Petite-Côte     | 2–1      | 1–1      |
| Africa Sports      | 1–2         | Nouadhibou            | 1–1      | 0–1      |
| Zimamoto           | 1–2         | Welayta Dicha         | 1–1      | 0–1      |

1-Djoliba ganhou por W.O depois que o ELWA United se retirou do torneio.
2-Ben Guerdane venceu por W.O depois que o Al-Hilal Juba não ter chegado para a primeira partida.

## Primeira rodada
| Equipe 1           | Total       | Equipe 2            | 1.º jogo | 2.º jogo |
| ------------------ | ----------- | ------------------- | -------- | -------- |
| Petro Atlético     | 1–2         | SuperSport United   | 0–0      | 1–2      |
| Costa do Sol       | 2–2 (gf)    | Cape Town           | 0–1      | 2–1      |
| Energie            | 2–5         | Enyimba             | 0–2      | 2–3      |
| Djoliba            | 2–2 (gf)    | APR                 | 1–0      | 1–2      |
| Port Louis 2000    | 0–3         | Fosa Juniors        | 0–2      | 0–1      |
| Maniema Union      | 3–3 (gf)    | USM Alger           | 2–2      | 1–1      |
| Olympique Star     | 0–6         | Al-Hilal Al-Ubayyid | 0–0      | 0–6      |
| Motema Pembe       | 1–2         | Deportivo Niefang   | 1–1      | 0–1      |
| La Mancha          | 4–2         | Al-Ahly Shendi      | 3–0      | 1–2      |
| Al-Ittihad Tripoli | 1–1 (2–3 p) | Akwa United         | 1–0      | 0–1      |
| Brazzaville        | 4–3         | Ben Guerdane        | 3–0      | 1–3      |
| Belouizdad         | 3–1         | Nkana               | 3–0      | 0–1      |
| Simba              | 2–2 (gf)    | Al-Masry            | 2–2      | 0–0      |
| Berkane            | 4–1         | Africain            | 3–1      | 1–0      |
| Raja Casablanca    | 5–3         | Nouadhibou          | 1–1      | 4–2      |
| Welayta Dicha      | 3–3 (4–3 p) | Zamalek             | 2–1      | 1–2      |

## Play-off
Com os ganhadores da rodada anterior e os eliminados da Liga dos Campeões da CAF de 2018.
| Equipe 1        | Total       | Equipe 2            | 1.º jogo | 2.º jogo |
| --------------- | ----------- | ------------------- | -------- | -------- |
| Zanaco          | 0–5         | Raja Casablanca     | 0–2      | 0–3      |
| Vita            | 6–1         | La Mancha           | 1–0      | 5–1      |
| Saint George    | 1–1 (3–4 p) | Brazzaville         | 1–0      | 0–1      |
| Al-Hilal        | 3–3 (gf)    | Akwa United         | 2–0      | 1–3      |
| Gor Mahia       | 2–2 (gf)    | SuperSport United   | 1–0      | 1–2      |
| Songo           | 4–3         | Al-Hilal Al-Ubayyid | 3–1      | 1–2      |
| Plateau United  | 2–5         | USM Alger           | 2–1      | 0–4      |
| Bidvest Wits    | 1–1 (gf)    | Enyimba             | 1–1      | 0–0      |
| Aduana Stars    | 7–3         | Fosa Juniors        | 6–1      | 1–2      |
| Young Africans  | 2–1         | Welayta Dicha       | 2–0      | 0–1      |
| Génération Foot | 3–3 (gf)    | Berkane             | 3–1      | 0–2      |
| Mounana         | 2–3         | Al-Masry            | 1–1      | 1–2      |
| Mimosas         | 1–0         | Belouizdad          | 1–0      | 0–0      |
| Williamsville   | 2–0         | Deportivo Niefang   | 2–0      | 0–0      |
| MFM             | 0–1         | Djoliba             | 0–1      | 0–0      |
| Rayon Sports    | 3–2         | Costa do Sol        | 3–0      | 0–2      |

## Fase de grupos
Os dezesseis clubes vencedores dos play-offs qualificatórios foram divididos em dois potes: o primeiro contendo as quatro equipes com as maiores pontuações na classificação continental de clubes da CAF de 2013 a 2017 e o segundo contendo as demais equipes. De acordo com o regulamento do sorteio, que será realizado em 21 de abril, na sede da CAF no Cairo, Egito.

### Potes
|         | Pote 1                                                                          | Pote 2 |
| ------- | ------------------------------------------------------------------------------- | --- |
| Equipes | - USM Alger (35 pts) - Al-Hilal (21 pts) - Vita Club (15 pts) - Enyimba (8 pts) | - ASEC Mimosas (5 pts) - Young Africans (2 pts) - CARA Brazzaville - Williamsville AC - Al-Masry - Aduana Stars - Gor Mahia - Djoliba - Raja Casablanca - Berkane - UD Songo - Rayon Sports |

### Grupos
Em caso de empate em número de pontos entre duas ou mais equipes ao fim das seis rodadas da fase de grupos, o primeiro critério de desempate será o confronto direto. Se ainda for insuficiente, os critérios de saldo de gols, gols pró e gols contra envolvendo todos os jogos do grupo serão aplicados.
| Legenda | Legenda                    |
| ------- | -------------------------- |
|         | Classificados à fase final |
|         | Eliminados                 |

| Vitória do mandante | Vitória do visitante | Empate |

#### Grupo A
| Pos. | Equipe          | Pts | J | V | E | D | GP | GC | SG  |
| ---- | --------------- | --- | - | - | - | - | -- | -- | --- |
| 1    | Raja Casablanca | 11  | 6 | 3 | 2 | 1 | 14 | 5  | +9  |
| 2    | Vita Club       | 10  | 6 | 3 | 1 | 2 | 8  | 5  | +3  |
| 3    | ASEC Mimosas    | 9   | 6 | 3 | 0 | 3 | 6  | 8  | -2  |
| 4    | Aduana Stars    | 4   | 6 | 1 | 1 | 4 | 5  | 15 | -10 |

|                 | ASE | RCA | VIT | ADU |
| --------------- | --- | --- | --- | --- |
| ASEC Mimosas    |     | 0–1 | 2–0 | 1–0 |
| Raja Casablanca | 4–0 |     | 0–0 | 6–0 |
| Vita Club       | 3–1 | 2–0 |     | 2–0 |
| Aduana Stars    | 0–2 | 3–3 | 2–1 |     |

#### Grupo B
| Pos. | Equipe   | Pts | J | V | E | D | GP | GC | SG |
| ---- | -------- | --- | - | - | - | - | -- | -- | -- |
| 1    | Berkane  | 13  | 6 | 4 | 1 | 1 | 7  | 2  | +5 |
| 2    | Al-Masry | 12  | 6 | 3 | 3 | 0 | 7  | 2  | +5 |
| 3    | UD Songo | 3   | 6 | 0 | 3 | 3 | 5  | 10 | -5 |
| 4    | Al-Hilal | 3   | 6 | 0 | 3 | 3 | 4  | 9  | -5 |

|          | RSB | MAS | SON | HIL |
| -------- | --- | --- | --- | --- |
| Berkane  |     | 0–0 | 2–1 | 1–0 |
| Al-Masry | 1–0 |     | 2–0 | 2–0 |
| UD Songo | 0–2 | 1–1 |     | 1–1 |
| Al-Hilal | 0–2 | 1–1 | 2–2 |     |

#### Grupo C
| Pos. | Equipe           | Pts | J | V | E | D | GP | GC | SG |
| ---- | ---------------- | --- | - | - | - | - | -- | -- | -- |
| 1    | Enyimba          | 12  | 6 | 4 | 0 | 2 | 5  | 5  | 0  |
| 2    | CARA Brazzaville | 9   | 6 | 3 | 0 | 3 | 7  | 5  | +2 |
| 3    | Williamsville AC | 8   | 6 | 2 | 2 | 2 | 5  | 5  | 0  |
| 4    | Djoliba          | 5   | 6 | 1 | 2 | 3 | 3  | 5  | -2 |

|                  | ENY | WAC | CAR | DJO |
| ---------------- | --- | --- | --- | --- |
| Enyimba          |     | 1–0 | 1–0 | 2–0 |
| Williamsville AC | 2–0 |     | 1–0 | 1–1 |
| CARA Brazzaville | 3–0 | 3–1 |     | 1–0 |
| Djoliba          | 0–1 | 1–1 | 2–0 |     |

#### Grupo D
| Pos. | Equipe         | Pts | J | V | E | D | GP | GC | SG |
| ---- | -------------- | --- | - | - | - | - | -- | -- | -- |
| 1    | USM Alger      | 11  | 6 | 3 | 2 | 1 | 10 | 5  | +5 |
| 2    | Rayon Sports   | 9   | 6 | 2 | 3 | 1 | 6  | 5  | +1 |
| 3    | Gor Mahia      | 8   | 6 | 2 | 2 | 2 | 10 | 7  | +3 |
| 4    | Young Africans | 4   | 6 | 1 | 1 | 4 | 4  | 13 | -9 |

|                | RAY | USM | YAN | GOR |
| -------------- | --- | --- | --- | --- |
| Rayon Sports   |     | 1–2 | 1–0 | 1–1 |
| USM Alger      | 1–1 |     | 4–0 | 2–1 |
| Young Africans | 0–0 | 2–1 |     | 2–3 |
| Gor Mahia      | 1–2 | 0–0 | 4–0 |     |

## Fase final
|  | Quartas de final    | Quartas de final    | Quartas de final    | Quartas de final    |   |          | Semifinais        | Semifinais        | Semifinais        | Semifinais        |  |                 | Final              | Final              | Final              | Final              |  |  |
|  | 16 e 23 de setembro | 16 e 23 de setembro | 16 e 23 de setembro | 16 e 23 de setembro |   |          | 3 e 24 de outubro | 3 e 24 de outubro | 3 e 24 de outubro | 3 e 24 de outubro |  |                 | 25 e 2 de dezembro | 25 e 2 de dezembro | 25 e 2 de dezembro | 25 e 2 de dezembro |  |  |
|  |                     |                     |                     |                     |   |          |                   |                   |                   |                   |  |                 |                    |                    |                    |                    |  |  |
|  | Rayon Sports        | 0                   | 1                   | 1                   |   |          |                   |                   |                   |                   |  |                 |                    |                    |                    |                    |  |  |
|  | Enyimba             | 0                   | 5                   | 5                   |   |          |                   |                   |                   |                   |  |                 |                    |                    |                    |                    |  |  |
|  | Enyimba             | 0                   | 5                   | 5                   |   | Enyimba  | 0                 | 1                 | 1                 |                   |  |                 |                    |                    |                    |                    |  |  |
|  |                     |                     |                     |                     |   | Enyimba  | 0                 | 1                 | 1                 |                   |  |                 |                    |                    |                    |                    |  |  |
|  |                     | Raja Casablanca     | 1                   | 2                   | 3 |          |                   |                   |                   |                   |  |                 |                    |                    |                    |                    |  |  |
|  | CARA Brazzaville    | Raja Casablanca     | 1                   | 2                   | 3 | 1        | 0                 | 1                 |                   |                   |  |                 |                    |                    |                    |                    |  |  |
|  | CARA Brazzaville    |                     |                     |                     |   | 1        | 0                 | 1                 |                   |                   |  |                 |                    |                    |                    |                    |  |  |
|  | Raja Casablanca     | 2                   | 1                   | 3                   |   |          |                   |                   |                   |                   |  |                 |                    |                    |                    |                    |  |  |
|  | Raja Casablanca     | 2                   | 1                   | 3                   |   |          |                   |                   |                   |                   |  | Raja Casablanca | 3                  | 1                  | 4                  |                    |  |  |
|  |                     |                     |                     |                     |   |          |                   |                   |                   |                   |  | Raja Casablanca | 3                  | 1                  | 4                  |                    |  |  |
|  |                     | Vita Club           | 0                   | 3                   | 3 |          |                   |                   |                   |                   |  |                 |                    |                    |                    |                    |  |  |
|  | Al-Masry            | Vita Club           | 0                   | 3                   | 3 | 1        | 1                 | 2                 |                   |                   |  |                 |                    |                    |                    |                    |  |  |
|  | Al-Masry            |                     |                     |                     |   | 1        | 1                 | 2                 |                   |                   |  |                 |                    |                    |                    |                    |  |  |
|  | USM Alger           | 0                   | 0                   | 0                   |   |          |                   |                   |                   |                   |  |                 |                    |                    |                    |                    |  |  |
|  | USM Alger           | 0                   | 0                   | 0                   |   | Al-Masry | 0                 | 0                 | 0                 |                   |  |                 |                    |                    |                    |                    |  |  |
|  |                     |                     |                     |                     |   | Al-Masry | 0                 | 0                 | 0                 |                   |  |                 |                    |                    |                    |                    |  |  |
|  |                     | Vita Club           | 0                   | 4                   | 4 |          |                   |                   |                   |                   |  |                 |                    |                    |                    |                    |  |  |
|  | Vita Club           | Vita Club           | 0                   | 4                   | 4 | 3        | 1                 | 4                 |                   |                   |  |                 |                    |                    |                    |                    |  |  |
|  | Vita Club           |                     |                     |                     |   | 3        | 1                 | 4                 |                   |                   |  |                 |                    |                    |                    |                    |  |  |
|  | Berkane             | 1                   | 1                   | 2                   |   |          |                   |                   |                   |                   |  |                 |                    |                    |                    |                    |  |  |

| Copa das Confederações da CAF de 2018 |
| Marrocos                              |
| ------------------------------------- |
| Raja Casablanca Campeão (1° título)   |

| Ranking | Nome                     | Time            | Gols |
| ------- | ------------------------ | --------------- | ---- |
| 1       | Mahmoud Benhalib         | Raja Casablanca | 12   |
| 2       | Jean-Marc Makusu Mundele | Vita Club       | 10   |
| 3       | Ayoub El Kaabi           | RS Berkane      | 6    |
| 3       | Mouhcine Iajour          | Raja Casablanca | 6    |
| 5       | Oussama Darfalou         | USM Alger       | 5    |
| 5       | Ahmed Gomaa              | Al-Masry        | 5    |
| 5       | Zakaria Hadraf           | Raja Casablanca | 5    |